# Replicant (sistema operacional)
Replicant é um projeto que tem como objetivo fornecer uma distribuição Android totalmente livre e de código aberto que funcione em vários dispositivos.
Replicant é um projeto de software livre que pretende substituir os softwares proprietários presentes em diversos celulares e smartphones que precisam fazer uso de todo potencial do hardware ou de outras funcionalidades dos dispositivos.
O nome Replicant foi baseado nos andróides replicantes do filme de ficção científica Blade Runner (no Brasil, Blade Runner: O Caçador de Andróides).

## História
O projeto Replicant começou em meados de 2010, com o objetivo de reunir várias iniciativas para criar um derivado Android, do primeiro Google phone, o HTC Dream. Esse projeto foi criado por Brandley M. Kuhn, Aaron Williamson, Graziano Sorbaioli e Denis "Gnutoo" Carikli. O projeto rapidamente substituiu muitas partes de códigos proprietários que eram necessários para o HTC Dream funcionar. Os primeiros componentes que foram substituídos permitiam que o áudio funcionasse sem nenhum tipo de biblioteca proprietária. A ideia era criar um repositório de softwares livres tanto para o Android quanto para o Replicant, juntamente com aplicativo cliente, que logo foi considerado pela equipe, mas a primeira tentativa não deu certo.
Depois, o projeto F-Droid apareceu, e trouxe um repositório de softwares livres junto com aplicativo cliente que substitui o Google Play Store(antes conhecido como Android Market).
O software que manipulava a comunicação com o modem (chamado de Radio Interface Layer – RIL) foi substituída por código livre, assim permitindo que a função de telefone funcionasse de forma livre. A biblioteca de manipulação do GPS também foi adaptada com código livre que, originalmente foi escrito para outro celular e permitia que HTC Dream tivesse a funcionalidade de GPS usando o Replicant.
Antes o Replicant era originalmente baseado no código do Android Open Source Project, que mais tarde a equipe decidiu trocar e basear-se pelo código do projeto CyanogenMod que começou no Replicant 2.2, com a finalidade de ter suporte a vários dispositivos.
Em 3 de janeiro de 2013, o projeto lançou a versão 4.0 de seu SDK, em parte isso se deve a preocupação em dar resposta a atualização do Google de licenças para add-ons e binários sob acordo de propriedade.

## Dispositivos que suportam o Replicant[9]
O próximo passo do projeto Replicant é aumentar o número de dispositivos suportados. Primeiro com Galaxy One e também com Nexus S e Galaxy S. Os desenvolvedores do Replicant ainda tentam adicionar suporte a novos dispositivos, eles baseiam suas escolhas em vários aspectos dos dispositivos, para fazerem porte do Replicant (e um deles aumentar o trabalho para fazê-lo funcionar sem softwares proprietários) de forma mais fácil.
| Dispositivo                 | codiname       | Versão do Replicant |
| --------------------------- | -------------- | ------------------- |
| Nexus S                     | crespo         | Replicant 4.0       |
| Samsung Galaxy SII          | galaxys2       | Replicant 4.0       |
| Samsung Galaxy S            | galaxysmtd     | Replicant 4.0       |
| Galaxy Nexus                | maguro         | Replicant 4.0       |
| Samsung Galaxy Tab 2 (10.1) | p5100          | Replicant 4.0       |
| Samsung Galaxy Tab 2 (7.0)  | p3100          | Replicant 4.0       |
| Goldelico GTA04             | gta04          | Replicant 2.3       |
| HTC Dream/HTC Magic         | dream_sapphire | Replicant 2.2       |

## Versão atual

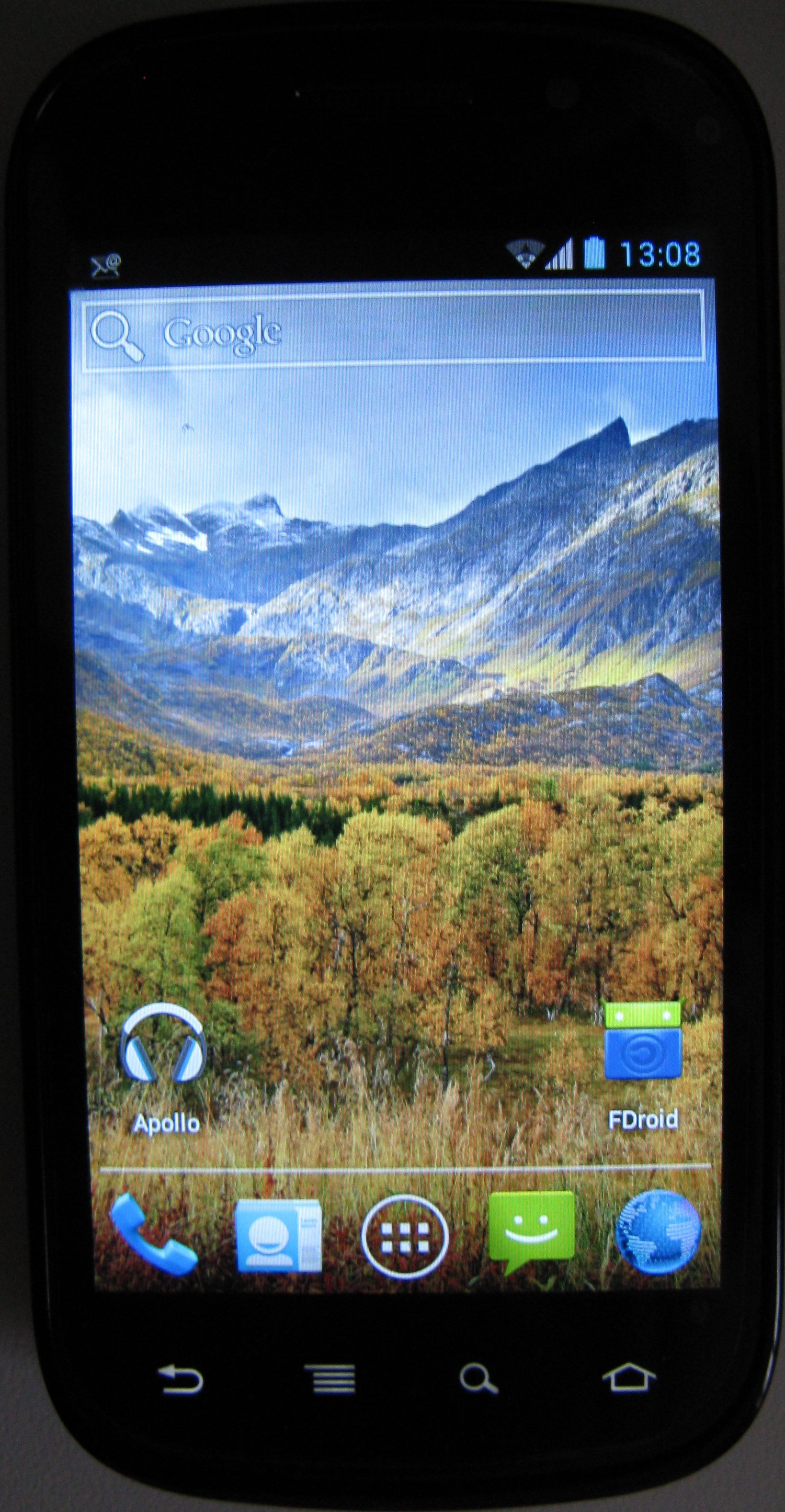
Replicant 4.0 rodando no Nexus S

A versão atual do sistema (4.2) foi lançada em 29 de setembro de 2015, em resposta a versão 6.0 do Android.